# إستر بوهل لوفجوي
إستر بوهل لوفجوي (16 نوفمبر 1869-31 أغسطس 1967) طبيبة أمريكية ورائدة في مجال الصحة العامة، ناشطة في حق الاقتراع ومرشحة للكونغرس وشخصية مركزية في الجهود المبكرة لتنظيم أعمال الإغاثة الطبية الدولية. في عام 1907، أصبحت لوفجوي أول امرأة تُعيّن لتدير قسمًا للصحة في مدينة أمريكية كبرى: مجلس الصحة في بورتلاند، أوريغون. عملت لوفجوي في حملات حق المرأة في التصويت في ولاية أوريغون في عامي 1906 و1912، وأسست رابطة حق الاقتراع للجميع قبل انتخابات عام 1912، عندما أصبحت ولاية أوريغون الولاية السابعة التي تمنح المرأة حق التصويت. كانت لوفجوي من بين مؤسسي الجمعية الطبية الدولية للنساء وانتُخبت كأول رئيس لها في عام 1919. ترشح لوفجوي لعضوية الكونغرس الأمريكي في عام 1920 كمرشح ديمقراطي عن الدائرة الثالثة في بورتلاند لكنه لم ينجح في مواجهة الجمهوري الذي كان جالسًا. حصلت على ميدالية إليزابيث بلاكويل من قبل الجمعية الطبية الأمريكية في عامي 1951 و1957 لمساهماتها في مجال الطب. في 21 يوليو 2012، كرمت لجنة القرن من العمل لها وثلاثة آخرين من المدافعين عن حقوق المرأة - هارييت ريدموند، وهاري لين، ومارثا كاردويل دالتون — بتركيب شواهد شواهد جديدة لهم في مقبرة لون فير بايونير، حيث أصبحت شواهد القبور الأولية متضخمة. تضمنت مراسم التنصيب صورًا بالملابس لأربعة مؤيدين لحق الاقتراع وحضرتها باربرا روبرتس، حاكمة ولاية أوريغون السابقة. أُقيم هذا الحدث كجزء من احتفال لجنة قرن العمل لمدة عام بمرور 100 عام على حق المرأة في الاقتراع في ولاية أوريغون وكجزء من جهودهم للفت الانتباه إلى حواجز التصويت المتبقية للأقليات.

## الحياة الشخصية
ولدت إستر بول لوفجوي إستر كلايسون بالقرب من سيبيك، واشنطن، في عام 1869. جاء والدها إدوارد كوينتون كلايسون، الذي كان بحارًا إنجليزيًا، إلى أمريكا عام 1864. بعد ثلاث سنوات، أحضر بقية عائلته إلى أمريكا وشغل العديد من الوظائف، بما في ذلك تاجر خشب ومزارع ومدير فندق لإعالتهم. في النهاية، انتقل إدوارد وزوجته آني بالعائلة إلى بورتلاند عام 1883. كان لإستر خمسة أشقاء: أختان تدعى شارلوت وآني ماي، وثلاثة أشقاء يدعى فريدريك وإدوارد وويل.
قبل تخرجها من كلية الطب في 2 أبريل 1894، جرت خطبة إستير لزميلها في الفصل إميل بوهل. بعد بضعة أسابيع في 25 أبريل 1894، تزوج الاثنان في منزل إستر. بعد زواجهم بدأوا ممارسة الطب معًا في بورتلاند بولاية أوريغون. بعد فترة وجيزة، انتقلوا إلى ألاسكا حيث عملوا معًا على مدار العامين التاليين.

## تعليمها
انجذبت لوفجوي إلى مجال الطب منذ صغرها عندما رأت بيل شمير، طالبة الطب الجميلة في جامعة ويلاميت، تمر من فندق عائلتها كل صباح. أثناء مشيها إلى الفصل، كانت لوفجوي تنجذب باستمرار إلى هالتها المهنية والأنيقة. كانت مصدر إلهام إضافي لدخول المجال الطبي في عام 1884 عندما شاهدت الدكتورة كالي براون تشارلتون وهي تقدم شقيقتها شارلوت. تحدثت الدكتورة تشارلتون عن المجال الطبي، موضحة أنها يمكن أن تجني آلاف الدولارات سنويًا مقابل عمل ممتع. بسبب افتقارها إلى التعليم الرسمي وصراعات أسرتها، زاد الاستقرار المالي في المجال الطبي من اهتمامها. على الرغم من أنها أحبّت العمل في الدراما بالإضافة إلى مهنتها في مجال الرعاية الصحية، إلا أنها اختارت في النهاية متابعة الطب.
التحقت لوفجوي بكلية الطب بجامعة أوريغون عام 1890؛ خلال دراستها، عملت كأمين صندوق في المتاجر الكبرى لكسب المال من أجل تعليمها. بعد التخرج عام 1894 ربحت جائزة وول، التي سلطت الضوء على إنجازاتها الأكاديمية، أصبحت رسميًا ثاني امرأة تتخرج من كلية الطب بجامعة أوريغون، وأول امرأة تمارس الطب.

## العمل خارج ولاية أوريغون

### ألاسكا
أبحر إميل زوج لوفجوي وشقيقها فريدريك كلايسون إلى ألاسكا في 30 يوليو 1897 لمتابعة اكتشاف الذهب. كانوا ركاب على متن سفينة جورج دبليو إلدر، وهي أول سفينة بورتلاند أبحرت إلى منطقة كلوندايك. تبعها باقي أفراد عائلة إستر، المكونة من والدتها وثلاثة أشقاء آخرين، في العام التالي. بعد أن أنهت دراستها العليا في شيكاغو في ربيع عام 1898، انتقلت إستير أيضًا إلى ألاسكا. أثناء وجوده هناك، انتشر وباء التهاب السحايا النخاعي؛ بسبب عدم وجود دواء لعلاج المرض وعدم وجود مقدمي رعاية لمراقبة المرضى، وقع العديد ضحية لهذا المرض. طوال مدة الوباء، استخدم كل من إستير وإميل تعليمهما في كلية الطب لتوفير الرعاية.  بعد انتهاء الوباء، عادت إستير إلى بورتلاند في يونيو من عام 1889.

### أوروبا
في وقت قريب من ولادة ابنها، عادت والدة إستر وأخواتها إلى بورتلاند من أجل المدرسة والعمل. في النهاية، انتقلت آني والدة إستر، إلى منزلها في بورتلاند، مما سمح لها بالبدء في رحلة إلى أوروبا وفلسطين في عام 1904؛ أثناء وجودها في فيينا، أجرت دراسات في عيادات مختلفة. أعطت آني الفرصة لإستر لمواصلة ممارسة الطب، وأن تكون مدافعة عن حق المرأة في التصويت، ورائدة في مجال الصحة العامة بينما أصبحت أيضًا أمًا.
كانت لوفجوي نشطة للغاية خلال الحرب العالمية الأولى، حيث استخدمت جهودها لدراسة آثار الحرب على النساء. من عام 1917 إلى عام 1918، سافرت إلى فرنسا نيابة عن الجمعية الطبية النسائية الوطنية لدراسة النساء والأطفال في المناطق المنكوبة. ووجدت أن العديد من النساء كن ضحايا للعنف في زمن الحرب المتمثل في الاغتصاب والفقر والمرض. دفعت الحرب أيضًا لوفجوي لنشر كتاب والذهاب في عدة جولات محاضرة بعد العودة إلى الولايات المتحدة؛ في عملها، دعت إلى المساواة بين الرجل والمرأة من خلال العمل التقدمي. أثناء وجودها في فرنسا، عملت أيضًا مع الصليب الأحمر.

### الرابطة النسائية الطبية الدولية
خلال الحرب العالمية الأولى، كانت هناك طبيبات من جميع أنحاء العالم يقدمن الرعاية في المستشفيات والعيادات والمنظمات التطوعية. هذا ما دفع لوفجوي إلى استضافة مؤتمر دولي من شأنه أن يسمح للنساء بمشاركة قصصهن وخبراتهن. عقد المؤتمر في نيويورك في الفترة من 15 سبتمبر إلى 24 أكتوبر 1919؛ حضر أكثر من 100 طبيبة من 16 دولة مختلفة. على الرغم من أنهم ناقشوا مجموعة متنوعة من الموضوعات، إلا أنهم ركزوا جميعًا على موضوع مشترك: صحة المرأة. في نهاية المؤتمر، أقامت لوفجوي حفل عشاء استقبال للطاقم الطبي الدولي والأعضاء العائدين من الخدمة في الخارج. واصل الضيوف تبادل قصص الحرب من جميع أنحاء العالم، مما أدى إلى تشكيل الجمعية الطبية النسائية الدولية. كان هدف المجموعة هو السماح للنساء الطبيات من جنسيات مختلفة بالاستمرار في الخدمة ومشاركة عملهن مع بعضهن البعض. انتُخبَت لوفجوي كأول رئيس للجمعية، وعملت من عام 1919 إلى عام 1924.